# Velma Dunn
Velma Dunn (n. 9 octombrie 1918, Monrovia⁠(d), California, SUA – d. 8 mai 2007, Whittier, California, SUA) a fost o săritoare în apă ce a reprezentat Statele Unite ale Americii, medaliată olimpică. A participat la o ediție a Jocurilor Olimpice (1936) în care a câștigat o medalie de argint.

## Participări
Lista de mai jos prezintă principalele competiții la care a participat Velma Dunn de-a lungul carierei.
- diving at the 1936 Summer Olympics – women's 10 metre platform[*]